# خورشیدگرفتگی ۳۱ اوت ۱۹۸۹
خورشیدگرفتگی ۳۱ اوت ۱۹۸۹ (به انگلیسی: Solar eclipse of August 31, 1989) یک خورشیدگرفتگی از نوع خورشیدگرفتگی جزئی است. این خورشیدگرفتگی در تاریخ ۳۱ اوت ۱۹۸۹ میلادی (‎۹ شهریور ۱۳۶۸ خورشیدی) روی داد که زمان اوج آن، ساعت ۵:۳۱:۴۷ به‌وقت ساعت هماهنگ جهانی بوده‌است.